# Ali Mazaheri
Ali Mazaheri (* 31. März 1982 in Kermānschāh) (persisch علی مظاهری) ist ein iranischer Amateurboxer im Schwergewicht. Der 1,95 m große Mazaheri boxt für den Jahan Foulad Gharb Kermanshah und gewann 2008 und 2012 die Iranischen Meisterschaften.
Seine bisher größten Erfolge waren die Goldmedaille bei den 15. Asienspielen 2006 in Doha, sowie die Goldmedaille bei den 24. Asienmeisterschaften 2007 in Ulaanbaatar. Darüber hinaus gewann er jeweils eine Bronzemedaille bei den 25. Asienmeisterschaften 2009 in Zhuhai und den 16. Asienspielen 2010 in Guangzhou.
Bei den 14. Weltmeisterschaften 2007 in Chicago verlor er in der Vorrunde gegen Milorad Gajović aus Serbien. Auch bei den 29. Olympischen Sommerspielen 2008 in Peking verlor er im ersten Kampf gegen den späteren Olympiasieger Rachim Tschachkijew.
Er qualifizierte sich für die Olympischen Sommerspiele 2012 in London, wo er auch bei der Eröffnungsfeier als Fahnenträger der iranischen Delegation diente. In seinem ersten Kampf traf er auf den Kubaner José Larduet und wurde äußerst umstritten dreimal verwarnt und schließlich disqualifiziert. Mazaheri und sein Betreuerteam legten anschließend Protest ein, worauf sich der Weltboxverband AIBA der Sache annahm. Nach Auswertung der Videoaufzeichnungen wurde der deutsche Ringrichter Frank Scharmach vorläufig suspendiert. Da das iranische Team es aber offenbar versäumt hat, rechtzeitig formal Einspruch gegen das Ergebnis einzulegen, blieb es bei dem Sieg des Kubaners.
Bei den Asienspielen 2014 in Südkorea gewann er die Silbermedaille.

## Turnier-Erfolge (Auswahl)
- Mai 2006: 2. Platz im Schwergewicht beim 21. Ahmet Comert Tournament in Istanbul
- Juli 2006: 1. Platz im Schwergewicht beim Green Hill Tournament in Karatschi
- Mai 2008: 3. Platz im Schwergewicht beim 1. AIBA Presidents Cup in Taipeh
- Dezember 2009: 3. Platz im Schwergewicht beim 2. AIBA Presidents Cup in Baku
- April 2010: 3. Platz im Schwergewicht beim 1. Turkish Prime Ministry Tournament in Ankara
- Mai 2010: 2. Platz im Schwergewicht beim Sidney Jackson Memorial in Taschkent
- Juli 2010: 1. Platz im Schwergewicht beim 3. Popenchenko Memorial in Moskau
- August 2010: 2. Platz im Schwergewicht beim 3. Akhmat-Khadzhi Kadyrov Memorial in Grosny
- Mai 2012: 3. Platz im Schwergewicht beim Governor Cup in Sankt Petersburg

| Personendaten    | Personendaten           |
| ---------------- | ----------------------- |
| NAME             | Mazaheri, Ali           |
| KURZBESCHREIBUNG | iranischer Amateurboxer |
| GEBURTSDATUM     | 31. März 1982           |
| GEBURTSORT       | Kermānschāh, Iran       |